# セレベスハリオアマツバメ
セレベスハリオアマツバメ（学名：Hirundapus celebensis）は、アマツバメ目アマツバメ科に分類される鳥類。

## 分布
フィリピン